# (839) Вальборг
(839) Вальборг (лат. Valborg) — астероид главного пояса астероидов, принадлежащий к спектральному классу S. Астероид был открыт 24 сентября 1916 года немецким астрономом Максимилианом Вольфом в Гейдельбергской обсерватории на юго-западе Германии и назван в честь персонажа из драмы Адама Эленшлагера «Аксель и Вальборг».
Для каменного астероида имеет довольно высокую отражающую способность, принадлежит к семейству астероидов Эвномия.